# Ixora cincta
Ixora cincta är en måreväxtart som beskrevs av Cornelis Eliza Bertus Bremekamp. Ixora cincta ingår i släktet Ixora och familjen måreväxter. Inga underarter finns listade i Catalogue of Life.